# Херман фон Хелмхолц
Херман Лудвиг Фердинанд фон Хелмхолц (на немски: Hermann Ludwig Ferdinand von Helmholtz) е германски физик, физиолог и философ.
В областта на физиологията е известен с математическото моделиране на окото, теориите за зрението, изследванията на възприемането на цветовете, пространството и звука. Приносите му във физиката са свързани главно със закона за запазване на енергията, електродинамиката, химическата термодинамика и механичните основи на термодинамиката. Хелмхолц работи и в областта на философията на науката и естетиката.

## Биография
Херман Хелмхолц е роден на 31 август 1821 година в Потсдам, Прусия. Той е син на Фердинанд Хелмхолц, директор на местната гимназия и личен приятел на Имануел Херман Фихте. След като завършва гимназия, през 1838 година Херман Хелмхолц постъпва в Медицинския институт „Фридрих Вилхелм“ в Берлин, където получава безплатно образование по медицина срещу условието да служи 8 години като военен лекар в пруската армия. Сред неговите преподаватели е водещият германски физиолог по това време Йоханес Мюлер. Мюлер се стреми да постави медицината на емпирични основи и да я очисти от натрупаните метафизични елементи. Важна роля в тази работа изиграват няколко негови ученици, станали известни като „групата от 1847“ – Хелмхолц, Емил дю Боа-Реймон, Ернст Брюке, Карл Лудвиг.
След дипломирането си през 1843 година, Хелмхолц е назначен за лекар във военна част в Потсдам, но служебните му задължения не са тежки и той организира импровизирана лаборатория, в която провежда експерименти, свързани с мускулния метаболизъм, предаването на топлина в мускулите и скоростта на предаване на нервните импулси. По това време той се жени за Олга фон Фелтен, дъщеря на военен хирург. През 1848 година Хелмхолц е освободен от задълженията си в армията и постъпва в Анатомичния музей в Берлин, а през 1849 година става директор на Физиологическия институт в Кьонигсберг.
През 1855 година Херман Хелмхолц става професор по физиология и анатомия в Бонския университет, а през 1858 година – в Хайделбергския университет. От 1871 година е професор по физика в Берлинския университет, а през 1888 година става първият директор на Физико-техническия институт в Берлин, като остава на този пост до края на живота си. През 1882 година получава благородническа титла.
Херман фон Хелмхолц умира на 8 септември 1894 година в Берлин.

## Научни приноси

### Механика и термодинамика
Първото важно научно постижение на Херман Хелмхолц е публикация от 1847 година, в която той формулира Закона за запазване на енергията. Той достига до този основен принцип на физиката в хода на своите медицински и философски проучвания. Тяхната цел е да покажат, че за движението на мускулите не е необходима „жизнената сила“, постулирана от натурфилософията, водещото по това време философско течение сред германските физиолози.
Изхождайки от по-ранните изследвания на Сади Карно, Емил Клапейрон и Джеймс Джаул, Хелмхолц постулира свързаността на механичната работа, топлината, светлината, електричеството и магнетизма и ги разглежда като проявления на една и съща „сила“ (според днешната терминология – енергия). Той публикува теорията си в книгата „За запазването на силата“ („Über die Erhaltung der Kraft“, 1847).
През 50-те и 60-те години, основавайки се на публикациите на Уилям Томсън, Хелмхолц и Уилям Ранкин популяризират идеята за топлинната смърт на Вселената.

### Физиология на сетивата
През 1851 година Хелмхолц предизвиква революция в областта на офталмологията с изобретяването на офталмоскопа, инструмент, с който може да се преглежда вътрешността на човешкото око. Освен че му донася световна известност, това откритие засилва интереса му към физиологията на сетивата. Основното му изследване, озаглавено „Handbuch der Physiologischen Optik“ („Наръчник по физиологическа оптика“), излага емпирични теории за пространственото зрение, цветното зрение и усещането за движение и остава основополагащ труд в тази област през цялата втора половина на века. Теорията на Хелмхолц за акомодацията остава безспорна чак до последното десетилетие на 20 век.
Хелмхолц актуализира и преиздава на няколко пъти „Наръчника“. Сред основните му мотиви е продължителния спор с Евалд Херинг относно пространственото и цветно зрение, който разделя физиолозите през втората половина на 19 век.
През 1863 година Хелмхолц публикува „Die Lehre von den Tonempfindungen als physiologische Grundlage für die Theorie der Musik“ („За усещанията за тон като физиологическа основа за теорията на музиката“), която оказва значително влияние върху музиколозите, включително и през 20 век. Той изобретява хелмхолцовия резонатор, за да показва силата на различните тонове.

## Преподавателска дейност
През втората половина на 19 век Херман Хелмхолц е един от най-авторитетните германски учени и в продължение на няколко десетилетия преподава в Хайделберг, а след това в Берлин. Негови студенти са множество изтъкнати учени, сред които Хайнрих Херц, Лудвиг Болцман, Макс Планк, Хайнрих Кайзер, Ойген Голдщайн, Вилхелм Вин, Албърт Майкелсън, Артур Кьониг и други.